# Chrysolina bankii
Espèce
Synonymes
Chrysolina banksii
Chrysomela bankii
Chrysolina bankii, communément appelé Chrysomèle de Banks, est une espèce d'insectes coléoptères de la famille des Chrysomelidae native d'Europe.

## Taxonomie
Cette espèce est décrite en 1775 par Johan Christian Fabricius sous le nom de Chrysomela bankii.
Elle est nommée en référence au naturaliste britannique Joseph Banks (1743-1820).

## Description
La chrysomèle de Banks mesure de 7 à 11 mm. Elle est de couleur rouge-brun métallisé avec des reflets dorés. Le dessous du corps, les pattes et les antennes sont rouges.

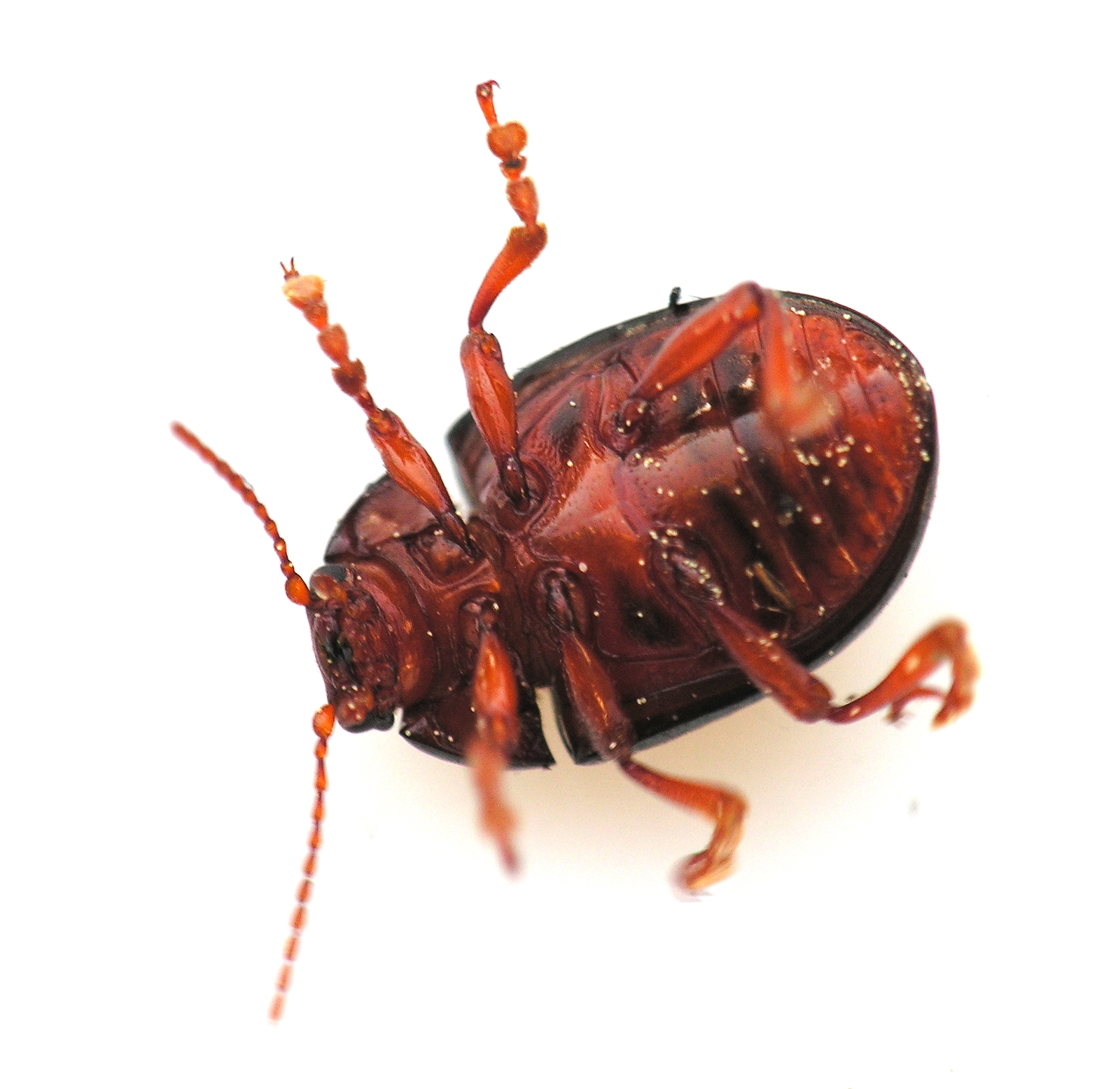
Le dessous du corps.

## Répartition
La chrysomèle de Banks est présente en Europe occidentale et méridionale et également en Afrique du Nord. En France, elle est présente principalement dans la partie occidentale et sur tout le pourtour méditerranéen.

## Comportement
La chrysomèle de Banks est souvent présente sur les orties, les menthes ou les marrubes dont elle se nourrit.
A l'instar d'autres espèces d'insectes, lorsqu'elle est dérangée, elle peut se laisser tomber et faire le mort.